# Marmaskogen
Marmaskogen – miejscowość (tätort) w Szwecji, w regionie administracyjnym (län) Gävleborg, w gminie Söderhamn.
Według danych Szwedzkiego Urzędu Statystycznego liczba ludności wyniosła: 1585 (31 grudnia 2015), 1235 (31 grudnia 2018) i 1242 (31 grudnia 2019).